# Mar di Koro
Il Mar di Koro è un mare dell´Oceano Pacifico che si trova nel centro delle Figi, tra Viti Levu e le isole Lau. Prende il suo nome dall´isola di Koro.